# Matúš Bubeník
Matúš Bubeník (Hodonín, 14 novembre 1989) è un altista slovacco.

## Carriera
Vincitore di otto titoli nazionali tra il 2014 e il 2019. Ha preso parte all'edizione dei Giochi olimpici a Rio de Janeiro 2016 e numerose edizioni degli Europei

## Palmarès
| Anno | Manifestazione   | Sede           | Evento        | Risultato | Prestazione | Note                                     |
| ---- | ---------------- | -------------- | ------------- | --------- | ----------- | ---------------------------------------- |
| 2011 | Europei under 23 | Ostrava        | Salto in alto | 8º        | 2,18 m      |                                          |
| 2013 | Europei indoor   | Göteborg       | Salto in alto | 18º (q)   | 2,18 m      |                                          |
| 2014 | Europei          | Zurigo         | Salto in alto | 18º (q)   | 2,19 m      |                                          |
| 2015 | Europei indoor   | Praga          | Salto in alto | 9º (q)    | 2,24 m      |                                          |
| 2015 | Universiadi      | Gwangju        | Salto in alto | Argento   | 2,28 m      |                                          |
| 2015 | Giochi europei   | Baku           | Salto in alto | Argento   | 2,26 m      |                                          |
| 2015 | Mondiali         | Pechino        | Salto in alto | 37º (q)   | 2,17 m      |                                          |
| 2016 | Europei          | Amsterdam      | Salto in alto | 15º (q)   | 2,23 m      |                                          |
| 2016 | Giochi olimpici  | Rio de Janeiro | Salto in alto | 35º (q)   | 2,17 m      |                                          |
| 2017 | Europei indoor   | Belgrado       | Salto in alto | 5º        | 2,27 m      |                                          |
| 2018 | Europei          | Berlino        | Salto in alto | 20º (q)   | 2,16 m      |                                          |
| 2019 | Europei indoor   | Glasgow        | Salto in alto | 10º (q)   | 2,25 m      | Miglior prestazione personale stagionale |

## Altre competizioni internazionali
2017
- Argento agli Europei a squadre ( Tel Aviv), salto in alto - 2,19 m

2019
- Bronzo agli Europei a squadre ( Sandnes), salto in alto - 2,18 m